# Dritan Krasniqi
Dritan Krasniqi (Pristina, 15 agosto 1984) è un ex calciatore kosovaro con cittadinanza albanese, di ruolo centrocampista o difensore.

## Palmarès

### Club

#### Competizioni nazionali
- Campionato kosovaro: 1

Prishtina: 2012-2013
- Coppa del Kosovo: 2

Prishtina: 2012-2013, 2015-2016
- Supercoppa del Kosovo: 1

Prishtina: 2013